# الكسندر كاميرون
الكسندر كاميرون هو سياسي كندي، ولد في 4 يناير 1834 في كندا، وتوفي في 14 يناير 1917 في مونتريال في كندا. حزبياً، نشط في حزب كيبيك الليبرالي. وقد انتخب عضو الجمعية الوطنية في كيبك ‏.